# Sad Lovers and Giants
Sad Lovers and Giants é uma banda de rock de Watford, Inglaterra, que se formou em 1980. Seu som mistura pós-punk, teclados atmosféricos e psicodelia.
Os membros da banda são Garce Allard (vocal), Tristan Garel-Funk (guitarra), Tony McGuinness (agora faz parte do trio de trance, Above & Beyond) (guitarra), Cliff Silver (baixo), Ian Gibson (baixo), David Wood (teclados e saxofone), Juliet Sainsbury (teclados), Marco Müllner (teclados) e Nigel Pollard (bateria e percussão).

## História
A formação original produziu dois álbuns de estúdio, Epic Garden Music e Feeding the Flame, antes de se separarem em 1983. Durante este período inicial eles gravaram uma John Peel Session para a BBCe um concerto ao vivo para a estação de rádio holandesa Hilversum, que foi posteriormente lançado como o álbum Total Sound.
O interesse europeu, na banda começou a crescer, e com o lançamento do segundo álbum Feeding the Flame, eles visitaram a Alemanha e a Holanda, ganhando uma base de fãs dedicados. Artisticamente, Feeding the Flame, é considerado o seu melhor trabalho e indica um potencial que poderia ter elevado ao status de contemporâneos como The Chameleons, Cocteau Twins e Modern English. As tensões dentro da banda causaram, uma completa desintegração, com Garel-Funk e Pollard partindo para formar o The Snake Corps.
Eles retornaram em 1986 com uma formação atualizada (Tony McGuiness na guitarra, Juliet Sainsbury nos teclados e Ian Gibson no baixo), e um novo álbum intitulado The Mirror Test.  Após o lançamento de Treehouse Poetry (1991), a Midnight Music foi à falência e a banda se separou, mais uma vez, juntando-se ocasionalmente para shows de apoio do And Also The Trees no Marquee Club e no London's Electric Ballroom.
Em 2000, McGuiness formou o trio de trance progressivo, Above & Beyond junto com Jono Grant e Paavo Siljamäki, também iniciando seus selos de música eletrônica, Anjunabeats e Anjunadeep.
Uma  entrevista extensa sobre o Sad Lovers And Giants apareceu nas edições de outono de 2013 e primavera de 2014 da revista de música The Big Takeover.Em 2014, o vocalista Allard publicou uma autobiografia da banda, Things We Never Did - The Story Of Sad Lovers & Giants.

## Discografia

### Álbuns de estudio
- Epic Garden Music (1982, Midnight Music) UK Indie No. 21[5]
- Feeding the Flame (1983, Midnight Music)
- The Mirror Test (1987, Midnight Music)
- Headland (1990, Midnight Music)
- Treehouse Poetry (1991, Midnight Music)
- Melting in the Fullness of Time (2002, Voight-Kampff Records)

### Singles e EP's
- Clé 7" EP (1981, Last Movement)
- "Colourless Dream" 7" single (1982, Last Movement)
- "Lost in a Moment" 7" single (1982, Midnight Music) - UK Indie No. 48[5]
- "Man of Straw" 7"/12" single (1983, Midnight Music) - UK Indie No. 31[5]
- "Seven Kinds of Sin" 12" single (1987, Midnight Music)
- "White Russians" 12" single (1987, Midnight Music)
- "Cow Boys" 12" EP (1988, Midnight Music)
- "Sleep"/"A Reflected Dream" split 7" single with The Essence (1988, Midnight Music)
- Clocks Go Backwards 12" EP (1990, Midnight Music)
- "Himalaya"/"Happiness Is Fragile" 7" single (2010, Voight-Kampff Records)

### Álbuns ao vivo
- Total Sound (1986, Midnight Music)
- La Dolce Vita (Live in Lausanne)  (1999, Voight-Kampff Records)

### Compilações
- In the Breeze (1984, Midnight Music)
- Les Années Vertes (1988, Midnight Music)
- E-Mail From Eternity - The Best of Sad Lovers and Giants  (1996, Anagram Records/Cherry Red Records)
- Headland & Treehouse Poetry  (2001, Voight-Kampff Records)